# Argentina-Hong Kong em futebol
Argentina-Hong Kong em futebol refere-se ao confronto entre as seleções da Argentina e do Hong Kong no futebol.

## Histórico
Histórico do confronto entre Argentina e Hong Kong no futebol profissional, categoria masculino:
| Data                  | Cidade    | Jogo      | País                  | Resultado | Competição    | Referências |
| 14 de outubro de 2014 | Hong Kong | Hong Kong | Hong Kong - Argentina | 0–7       | jogo amigável | [ 1 ]       |

## Estatísticas
- Atualizado até 25 de março de 2019 [2]

| Equipe    | Jogos | Vitórias | Empates | Gols marcados |
| --------- | ----- | -------- | ------- | ------------- |
| Argentina | 1     | 1        | 0       | 7             |
| Hong Kong | 1     | 0        | 0       | 0             |

### Números por competição
| Competição    | Jogos | Vitórias da Argentina | Empates | Vitórias do Hong Kong | Gols da Argentina | Gols do Hong Kong |
| ------------- | ----- | --------------------- | ------- | --------------------- | ----------------- | ----------------- |
| Jogo amigável | 1     | 1                     | 0       | 0                     | 7                 | 0                 |
| Total         | 1     | 1                     | 0       | 0                     | 7                 | 0                 |

### Artilheiros
- Atualizado até 25 de março de 2019

| Gols   | Argentina                                     | Hong Kong |
| ------ | --------------------------------------------- | --------- |
| 2 gols | Gonzalo Higuaín, Lionel Messi, Nicolás Gaitán | -         |
| 1 gol  | Éver Banega                                   | -         |
| Total  | 7                                             | 0         |